# Дубровка (смт, Брянська область)
Ду́бровка (рос. Дубровка) — селище міського типу, центр Дубровського району Брянської області, Росія.
Населення селища становить 8 372 особи (2006; 8 598 в 2002).

## Географія
Селище розташоване на річці Сєща, правій притоці Десни, басейн Дніпра. На північній околиці протікає також річка Немєрка, притока Сєщі.

## Історія
Дубровка заснована в 1868 році у зв'язку з будівництвом залізниці. Статус селища міського типу отримала в 1931 році.

## Економіка
В селищі працюють спиртовий та молочний заводи, м'ясокомбінат, фабрики шпагатна, меблева та швейна.